# Letteratura italiana del Duecento
Per letteratura italiana del Duecento si intende il periodo storico che va dal 1224, data presumibile della composizione del Cantico delle creature di san Francesco d'Assisi, al 1321, anno in cui morì Dante. Si contraddistingue per i numerosi mutamenti in campo sociale e politico e per la viva attività intellettuale e religiosa.

## La letteratura allegorico-didattica

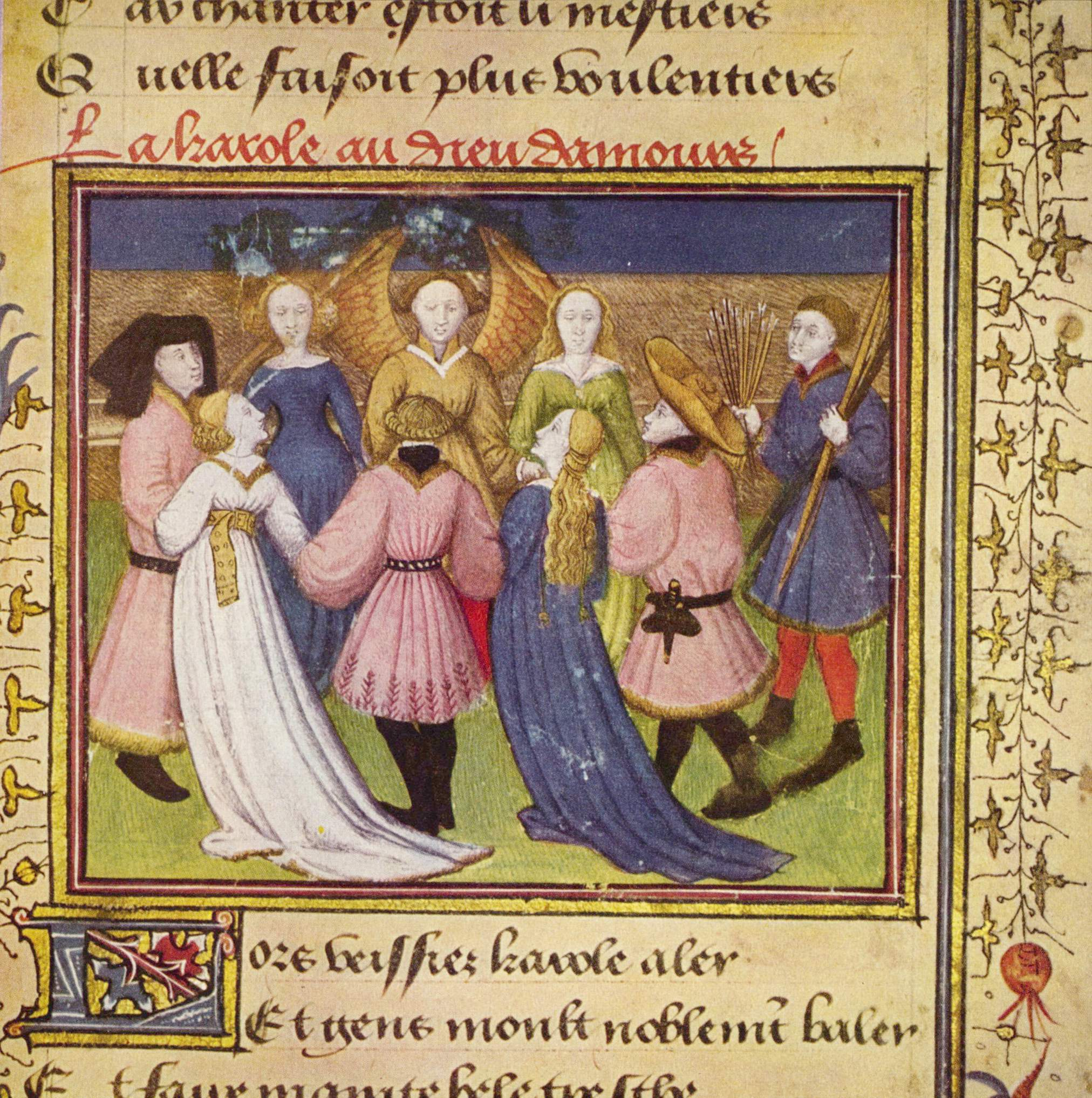
Illustrazione da un manoscritto del XV secolo del Roman de la Rose

Un tipo di letteratura, quella di carattere enciclopedico e allegorico, nata in Francia già nel XII secolo con il poema Viaggio della saggezza. Anticlaudianus. Discorso sulla sfera intelligibile del filosofo Alano di Lilla, giunge nel Duecento in Italia con i suoi modelli, come il famoso Roman de la Rose che nelle due parti composte tra il 1230 e il 1280 circa da Guillaume de Lorris e Jean de Meung narrano, con abbondanti figure simboliche e azzardate personificazioni, le vicende del sentimento amoroso nei suoi vari e drammatici aspetti. L'influsso del Roman si avverte in tutte le opere allegorico-didattiche antiche scritte in volgare. Dal Roman famoso è il rifacimento del fiorentino Durante, che alcuni vollero identificare nello stesso Dante Alighieri, realizzato in 232 sonetti in volgare italiano verso la fine del XIII secolo e il frammentario intitolato Detto d'Amore che riescono a trasformare il poema francese liberandolo dagli schemi scientifici e tecnologici rendendolo più ricco di spunti amorosi e satirici.

## La letteratura didattica e morale
Sempre nel XIII secolo, collegata alla tendenza religiosa e didattica che aveva fatto nascere le grandi opere dette summae, vedono la luce anche alcuni componimenti in volgare veneto e lombardo molto significativi per chiarire la cultura comune del tempo. 
Alla prima metà del secolo appartiene una raccolta di massime morali e sentenze, lo Splanamento de li proverbi di Salomone, composta da Gherardo Patecchio di Cremona in versi alessandrini e, dello stesso autore, una canzone in endecasillabi dal titolo le Noie dove vengono elencati tutti gli avvenimenti spiacevoli della vita. 
Nella seconda metà del secolo Fra' Giacomino da Verona dell'ordine dei frati minori francescani, scrisse due poemi in versi alessandrini: il De Babilonia civitate infernali e il De Jerusalem celesti dove vengono elencate rispettivamente le pene dell'Inferno e le gioie del Paradiso.Tra gli scrittori di questo periodo vi fu il maestro di grammatica Bonvesin de la Riva frate terziario dell'Ordine degli Umiliati, che compose molte opere sia in volgare che in latino. Tra le più note scritte in latino si ricorda il De magnalibus urbis Mediolani, una sintetica storia di Milano, e in volgare il "Libro delle Tre Scritture" (la Nigra, la Rossa e la Dorata), un poemetto dove vengono narrate le dodici pene dell'Inferno, la Passione di Cristo e le glorie del Paradiso. Egli scrisse anche dei contrasti dove pone a confronto la Vergine e Satana, la mente e il corpo, la viola e la rosa, il Trattato dei mesi dove gennaio, con la sua pigrizia, viene confrontato con l'operosità degli altri mesi dell'anno e un poemetto sulle buone maniere da tenere a tavola intitolato Cortesie da desco.

## La letteratura religiosa
Contemporaneamente a questi componimenti dell'Italia settentrionale, nasce, soprattutto in Umbria, una letteratura in versi a carattere religioso scritta nei vari dialetti locali per lo più anonima. Si usa collocare nel 1260 la vera nascita della lirica religiosa al tempo in cui nacque a Perugia, sotto la guida di Raniero Fasani, la confraternita dei Disciplinati che usava come mezzo di espiazione la flagellazione pubblica. Il rito veniva accompagnato da canti corali che avevano come schema la canzone a ballo profana. Attraverso le laude, liriche drammatiche, pasquali o passionali secondo l'argomento religioso trattato, il movimento si diffuse in tutta l'Italia del Nord stabilendone il centro a Perugia e ad Assisi. Ma è il Cantico di Frate Sole o Cantico delle creature di san Francesco d'Assisi ad essere considerato il più antico componimento in volgare italiano.

### Le laude
Tra i più importanti generi della letteratura religiosa ci sono le laude, componimenti che cantavano le lodi dei santi, di Cristo e della Madonna, e che vengono spesso raccolte in manoscritti chiamati "laudari" (raccolte di laude) per le Confraternite religiose. Si tratta spesso di laude scritte sotto forma di dialogo con carattere di dramma sacro che venivano recitate in ricorrenze religiose di una certa importanza con l'accompagnamento musicale. Le laude di questo periodo sono quasi tutte anonime e vengono soprattutto dalla Toscana, dall'Umbria, dalle Marche, dall'Abruzzo e dall'Italia settentrionale e conservano, nella povertà della loro struttura sintattica, un carattere molto semplice ma estremamente sincero. Vengono narrati gli episodi del Vangelo di maggior effetto, come i miracoli di Gesù e della Vergine e la vita dei santi. Tra le descrizioni meglio riuscite e piene di religioso e commosso sentimento, vi è quella della Vergine che guarda in contemplazione il Bambin Gesù e il pianto della Madre ai piedi della Croce.

### San Francesco D'Assisi

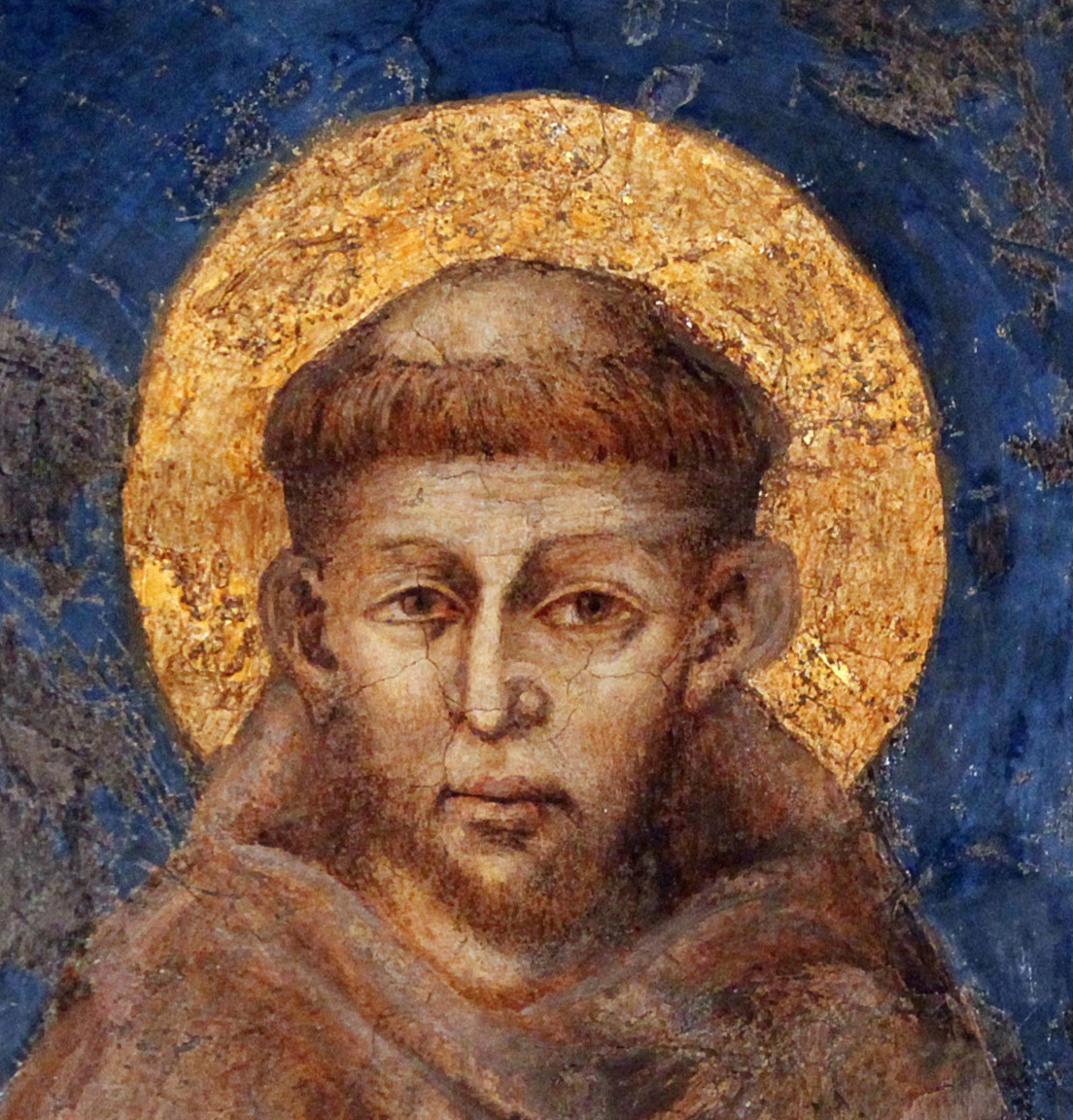
Raffigurazione di san Francesco d'Assisi in un affresco di Cimabue nella basilica di Assisi; si ritiene che sia l'immagine più fedele del santo

Di san Francesco ci sono giunte alcune operette latine e un cantico, scritto in volgare umbro, conosciuto come il Cantico delle Creature o Il Cantico di Frate Sole, che può essere considerato il testo più antico della letteratura italiana. Secondo Natalino Sapegno, "il tipo di prosa ritmica e ritmata, che nella divisione irregolare dei versetti, sembra riecheggiare le forme della liturgia non trova rispondenza nella letteratura italiana contemporanea".

## La letteratura francescana

### Le biografie del santo
Essa produsse numerose biografie del santo scritte in latino e presto tradotte in volgare. Si ricordano soprattutto di Tommaso da Celano la Legenda prima, che venne scritta per commissione del papa Gregorio IX nel 1229, la Legenda secunda e la Legenda trium sociorum redatta non come una vera biografia ma come una sequenza di episodi eccezionali, compiuti da San Francesco e dai suoi tre compagni (Leone, Rufino e Angelo), secondo il modello dei fioretti; lo "Speculum perfectionis", redatta da uno scrittore anonimo che è stato il primo a tramandarci Il Cantico delle creature. La seconda biografia del santo di carattere ufficiale è quella che scrisse san Bonaventura, intitolata Legenda maior, per incarico dell'Ordine dei Frati Minori per arrivare agli Actus beati Francisci et sociorum eius considerati la prima fonte de I Fioretti di san Francesco in volgare.

### Jacopone da Todi

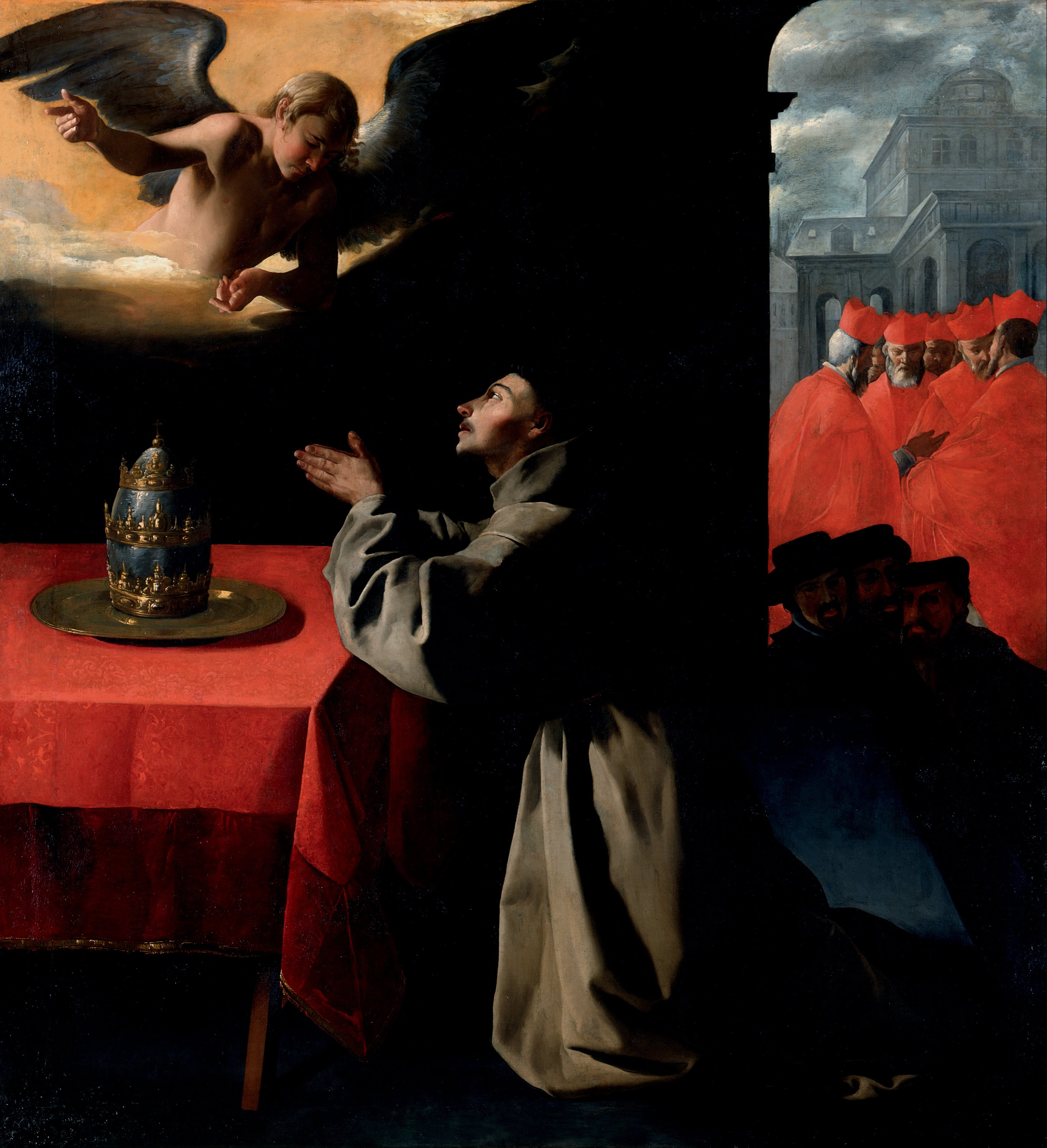
San Bonaventura in un dipinto di Francisco de Zurbarán

Sarà però con Jacopone da Todi e con il Pianto della Madonna, una lauda dialogata dal linguaggio misto di parole del volgare umbro e di latinismi e dalla metrica che ripropone i modelli della poesia dotta, che la poesia religiosa raggiunge il suo vero apice poetico.

## La lirica popolare e giullaresca
Nel XIII secolo fioriscono anche dei componimenti di carattere popolare che probabilmente servivano come accompagnamento alle danze durante le feste. Si tratta di poesie che trattano d'amore, di canti in forma dialogata tra una madre e una figlia che si deve sposare, di lamenti di giovinette che vogliono marito, di contrasti tra moglie e marito, tra suocera e nuora.Alcune di queste poesie sono opera di giullari che, come scrive Sapegno, "segnano il ponte di passaggio, a dir così, fra la letteratura di popolo e quella degli spiriti più colti e raffinati". Si tratta quindi per lo più di una letteratura anonima «sia sul piano anagrafico (di molti componimenti non conosciamo l'autore) e sul piano culturale: manca infatti un particolare e individuale rilievo stilistico, le forme espressive sono stereotipate, convenzionali, ripetitive perché l'autore, per il successo della propria produzione, si basa soprattutto sull'invenzione, sulla trovata brillante e improvvisa, sulla battuta ad effetto».
Il più antico tra i documenti di questa poesia giullaresca può essere considerata una cantilena toscana intitolata Salv'a lo vescovo senato che risale all'inizio della seconda metà del XII secolo composta in monorime di ottonari dove un giullare tesse in modo esagerato le lodi dell'arcivescovo di Pisa per avere un cavallo e il Lamento della sposa padovana, risalente al XIII secolo. Si tratta di un frammento di autore anonimo scritto in volgare veneziano, dove una donna si lamenta per la mancanza del marito che sta combattendo alle crociate e fa l'elogio della sua fedeltà. Un altro famoso componimento di carattere giullaresco, oltre al Vanto, scritta con la forma metrica della frottola da Ruggieri Apuliese che visse nella prima metà del Duecento, è il contrasto Rosa fresca aulentissima di Cielo d'Alcamo, contemporanea alla poesia siciliana, un componimento composto in dialetto meridionale dove un giovane innamorato e sfrontato fa proposte ad una giovane dapprima ritrosa e poi consenziente, che denota da parte dell'autore una buona dose di cultura.

## La scuola siciliana

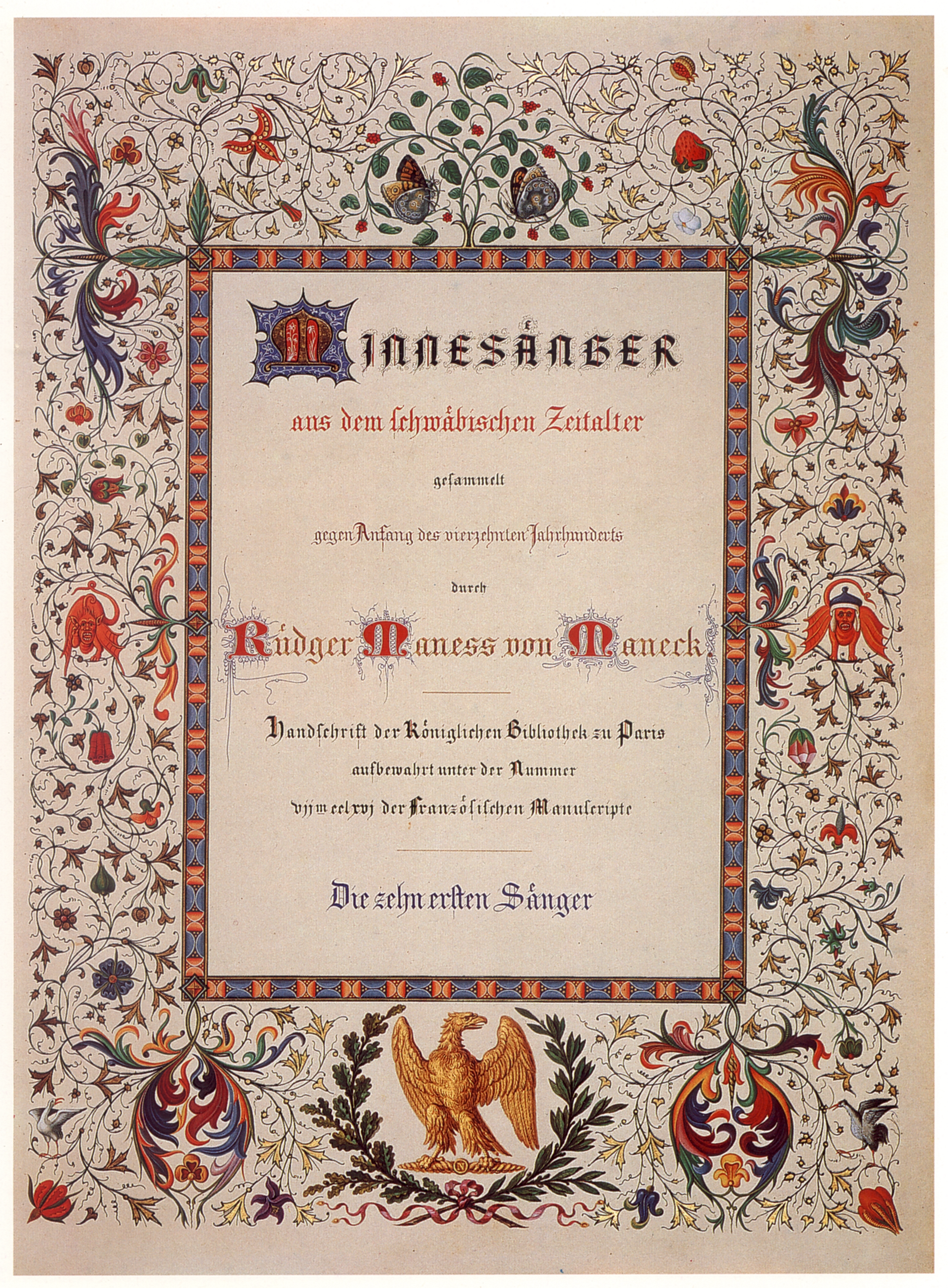
Raccolta di Minnesang del 1850

Fin dal 1166 alla corte normanna di Guglielmo II di Sicilia convenivano da ogni parte i trovatori italiani e provenzali.
Una prima elaborazione di lingua letteraria da poter mettere in versi si ebbe al tempo di Federico II di Svevia in Sicilia dove l'imperatore, di ritorno dalla Germania aveva avuto modo di conoscere i Minnesänger tedeschi, aveva dato l'avvio, nel 1220-50 circa, alla Scuola siciliana, una vera scuola poetica in aulico siciliano che si ispirava ai modelli provenzali e che portò avanti la sua attività letteraria per circa un trentennio concludendosi nel 1266 con la morte del figlio di Federico, Manfredi, re d'Italia morto nella battaglia di Benevento (1266). I poeti di questa scuola «… scrivevano in un siciliano illustre, in un siciliano cioè nobilitato dal continuo raffronto con le due lingue, in quel momento auliche per eccellenza: il latino e il provenzale». Il tema dominante nei poeti siciliani fu quello dell'amore ispirato ai modelli provenzali: le forme in cui si espresse questa poesia sono la canzone, la canzonetta e il sonetto, felice invenzione di Giacomo da Lentini, caposcuola del movimento. Tra i maggiori si ricorda inoltre Guido delle Colonne del quale sono pervenute cinque canzoni, Pier della Vigna di Capua nominato da Dante nel XIII canto dell'Inferno, Rinaldo d'Aquino, Giacomo Pugliese, Stefano Protonotaro da Messina al quale dobbiamo l'unica composizione conservata in lingua originale siciliana (Pir meu cori alligrari). Di diversa estrazione era infatti la scuola dell'isola, composta prevalentemente di giuristi e notai, più vicini del mondo francese alla tradizione umanistica e nel complesso distanti dal mondo cavalleresco francese, ammirato da lontano ma difficilmente sentito come proprio, tanto più in quanto l'imperatore aveva in effetti attuato per la prima volta nella storia, dopo durissime lotte, lo smantellamento del sistema feudale. Annoverato come poeta appartenente alla scuola siciliana vi fu anche Cielo d'Alcamo che scrisse nel 1231 il famoso contrasto Rosa fresca aulentissima, dal sapore burlesco per il tipico contrasto tematico che caratterizza la lirica.

## La Lirica siculo-toscana
Con la morte di Federico II e del figlio Manfredi si assiste al tramonto della potenza sveva e anche l'esaurirsi della poesia siciliana. Dopo la Battaglia di Benevento l'attività culturale si sposta dalla Sicilia alla Toscana, dove nasce una lirica d'amore, la lirica toscana, non dissimile da quella dei poeti della corte siciliana ma adattata al nuovo volgare e innestata nel clima dinamico e conflittuale delle città comunali: sul piano tematico dell'amore cortese si affiancano nuovi contenuti politici e morali. Vengono così ripresi in Toscana i temi della scuola siciliana e le ricercatezze di stile e di metrica propria dei Provenzali con l'arricchimento dato dalle nuove passioni dell'età comunale. La poesia dei poeti toscani viene così ad arricchirsi sia dal punto di vista tematico che linguistico anche se viene a mancare "quel livello di aristocrazia formale a cui i siciliani riescono generalmente a mantenersi". Fanno parte del gruppo dei poeti toscani Bonagiunta Orbicciani da Lucca, Monte Andrea, il fiorentino Chiaro Davanzati, Compiuta Donzella e molti altri di cui il più noto è Fra Guittone dal Viva da Arezzo.

### Guittone d'Arezzo
Il caposcuola dei toscani viene considerato Guittone del Viva d'Arezzo, nato verso il 1235 ad Arezzo e morto nel 1294, nel quale si può cogliere, come osserva Asor Rosa "... un concetto della funzione della poesia più articolato di quello praticato dai siciliani e, forse, dagli stessi provenzali". Guittone ci ha lasciato una vasta raccolta di rime (composta da 50 canzoni e 239 sonetti) nelle quali si rispecchiano i suoi due diversi modi di vita. Si può così dividere la sua opera in due parti: la prima, dove imita i poeti della scuola siciliana ed è dedicata all'amore e alle armi, la seconda di contenuto religioso e morale.
A Guittone si deve il primo esempio di canzone politica (Ahi lasso, or è stagion de doler tanto), scritta in seguito alla sconfitta che i guelfi fiorentini subirono nel 1260 a Montaperti per opera dei ghibellini nella quale, con il tono energico e veemente che si ritroverà in alcune pagine di Dante, egli lamenta la pace perduta utilizzando e alternando il sarcasmo con l'invettiva e l'ironia. Ma il vero poeta lo si deve cercare nelle sue rime di carattere religioso e specialmente nella laude, come in quella dedicata a San Domenico scritta con lo schema della ballata sacra da lui inventata.
Sempre da attribuire a Guittone d'Arezzo è un Trattato d'amore in 12 sonetti e circa una trentina di Lettere.
Tra i poeti più interessanti della scuola di Guittone, rimane il lucchese Bonagiunta Orbicciani al quale Dante nel canto XXIV del Purgatorio affida il compito di definire il nuovo modo di poetare con il nome di stilnovo.
Nacquero nel contempo, a Pistoia, a Pisa e a Firenze, altre scuole che si rifacevano in modo più o meno rigoroso a Guittone. Si ricordano Chiaro Davanzati, che nel suo Canzoniere anticipa i motivi dello stilnovo, il guelfo Monte Andrea, al quale si deve il più valido trobar clus fiorentino, e Dante da Maiano, che scrisse un Canzoniere in uno stile intermedio tra quello siciliano e quello guittoniano.Non è stata provata la storicità della poetessa Compiuta Donzella alla quale vengono attribuiti, da un solo codice, tre sonetti.

## Il Dolce Stil Novo

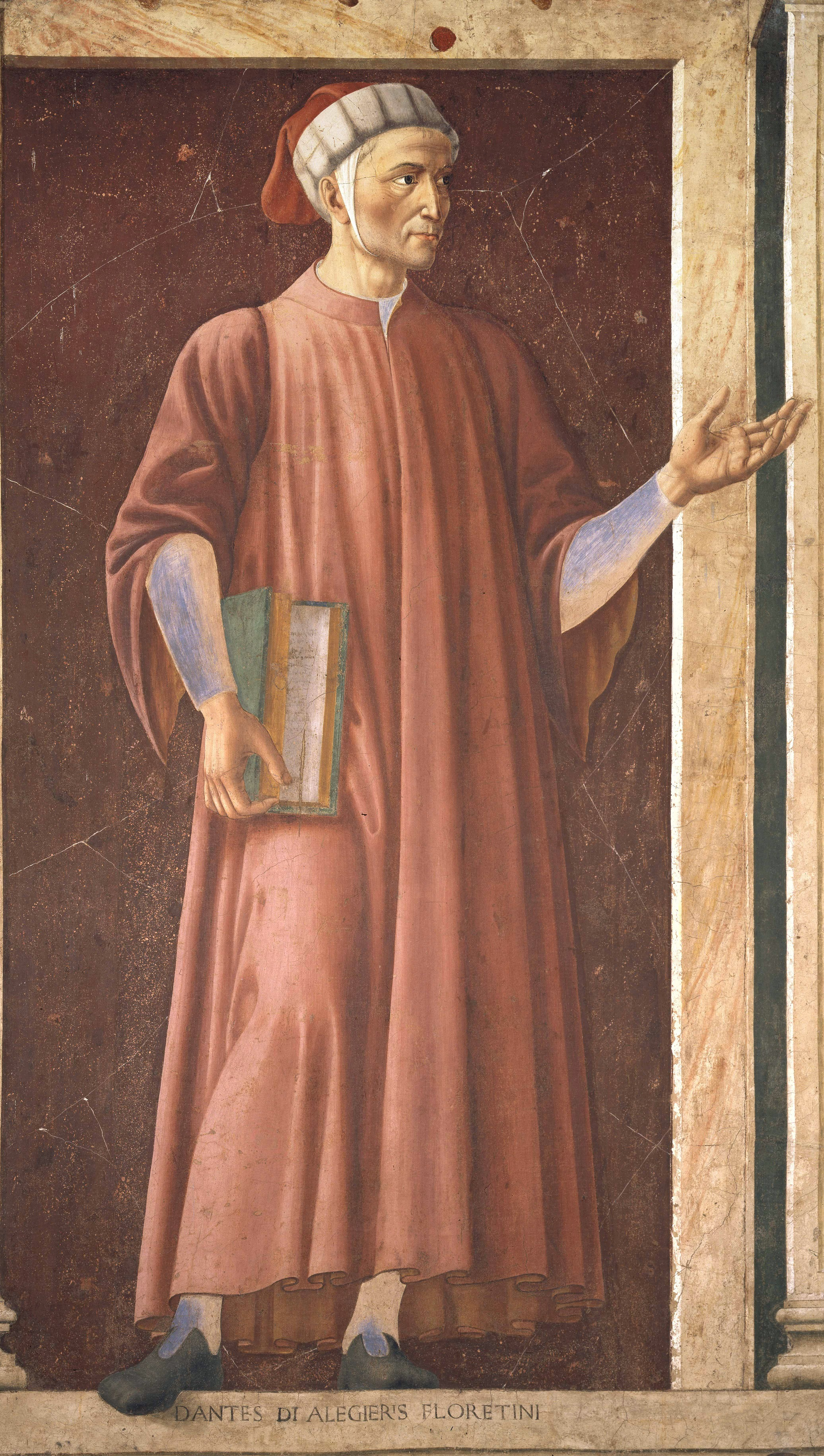
Dante Alighieri (Andrea del Castagno, Ciclo degli uomini e donne illustri)

Tra la fine del XIII secolo e i primi anni del successivo nasce il Dolce Stil Novo, un movimento poetico che, accentuando la tematica amorosa della lirica cortese, la conduce ad una maturazione molto raffinata.
Nato a Bologna e in seguito fiorito a Firenze, esso diventa presto sinonimo di alta cultura filosofica e questo, come giustifica Sansoni, "... spiega perciò come i giovani poeti della nuova scuola guardassero con disprezzo, più che ai siciliani, ai rimatori del gruppo toscano, che accusavano di avere in qualche modo imborghesita la poesia e di mancare di schiettezza e raffinatezza stilistica ".
Il nome della nuova "scuola" si trae da Dante. Così afferma Natalino Sapegno "È noto che Dante, incontrando, in un balzo del suo Purgatorio, il rimatore Bonagiunta Orbicciani, mentre ci offre il nome (da noi per convenzione ormai antica adottato) della scuola o gruppo letterario cui egli appartiene, definisce poi questo "dolce stil novo" uno scrivere quando "Amore spira".
Infatti nel XXIV canto del Purgatorio Bonagiunta Orbicciani di Lucca si rivolge a Dante chiedendogli se si trattasse proprio di
e Dante gli risponde senza dire il suo nome ma così definendosi:
ed è a questo punto che Bonagiunta risponde:
I poeti del "Dolce Stil Novo" fanno dell'amore il momento centrale della vita dello spirito e possiedono un linguaggio più ricco e articolato di quello dei poeti delle scuole precedenti.La loro dottrina "toglieva all'amore ogni residuo terreno e riusciva a farne non un mezzo, ma il mezzo per ascendere alla più alta comprensione di Dio".
L'iniziatore di questa scuola fu il bolognese Guido Guinizelli e tra gli altri poeti, soprattutto toscani, si ricordano i grandi come Guido Cavalcanti, Dante stesso, Cino da Pistoia e i minori come Lapo Gianni, Gianni Alfani, Dino Frescobaldi.

### Guido Guinizelli
Considerato il fondatore del "dolce stil novo", di Guido Guinizzelli non si hanno dati anagrafici certi. Egli viene riconosciuto da alcuni nel ghibellino Guido di Guinizzello nato a Bologna tra il 1230 e il 1240, da altri con un certo Guido Guinizello, un podestà di Castelfranco Emilia.
Egli ci ha lasciato, con la canzone Al cor gentil rempaira sempre amore, quello che deve considerarsi il manifesto del "dolce stil novo" dove viene messa in evidenza l'identità tra il cuore nobile e l'amore e come la gentilezza stia nelle qualità dell'animo e non nel sangue. Egli riprende poi con accenti sublimi il concetto del paragone tra la donna e l'angelo, già valorizzato da Guittone d'Arezzo e da altri poeti precedenti.

### Guido Cavalcanti
Nato a Firenze da una delle famiglie guelfe di parte bianca tra le più potenti della città, Guido Cavalcanti venne descritto dai suoi contemporanei "come cavaliere disdegnoso e solitario, tutto volto alla meditazione filosofica e quasi certamente seguace dell'averroismo". Fu amico di Dante Alighieri, che a lui dedicò la Vita Nova, e partecipò attivamente alla vita politica fiorentina sostenendo i Cerchi contro i Donati. Mandato in esilio a Sarzana il 24 giugno 1300 ritornò l'anno stesso in patria dove la morte lo colse alla fine di agosto del medesimo anno.
La canzone più famosa di Cavalcanti fu la teorica "Donna mi prega perch'io voglio dire", nella quale il poeta tratta dell'amore dandone un'interpretazione di carattere averroista, come sostiene Mario Sansone, l'amore è per il Cavalcanti un "processo dell'intelligenza che dalla "veduta forma" della donna estrae l'idea della bellezza, già posseduta in potenza, e se ne compenetra" e non è, come per il Guinizelli, beatificante ma estremamente terreno e dà più dolori che gioie.

## Stilnovisti minori
Accanto ai tre stilnovisti maggiori (Guinizzelli, Cavalcanti e Dante) vi furono altri quattro poeti appartenenti alla corrente del Dolce stil novo.Lapo Gianni, scrittore di diciassette componimenti poetici giunti fino a noi, viene ricordato nel famoso sonetto di Dante "Guido, i' vorrei che tu e Lapo ed io": da questa si presume che Dante sia un amico intimo di Lapo, insieme a Cavalcanti.Gianni Alfani, figura di ancora incerta attribuzione storica, viene ricordato soprattutto per la sua "Ballatetta dolente". Egli conosceva Guido Cavalcanti, come si può sapere da un suo sonetto ("Guido, quel Gianni ch'a te fu l'altrieri") ed ha composto un numero di rime assai ridotto rispetto a quello degli altri stilnovisti.Dino Frescobaldi fu un poeta molto amato sia dai contemporanei sia dai critici letterari moderni.Amico intimo di Dante, il sommo poeta gli inviò i primi sette canti della sua maggior opera, e Dino glieli restituì pregando che la continuasse.L'ultimo stilnovista fu Cino da Pistoia, celebrato dalla critica come mediatore fra lo stile di Dante e quello di Petrarca e maestro dello stesso Petrarca nella musicalità della poesia e nell'efficacia dell'uso del volgare.

## La poesia comico-realistica
Accanto alla lirica cortese un posto di rilievo va assegnato alla poesia comico-realistica: chiaramente antitetica alla contemporanea spiritualità stilnovista, la corrente comico-realistica è giocosa e realista, coltiva il gusto dell'invettiva, della ribellione e della comicità che vanno a sostituire quello della bellezza ideale.
La storiografia letteraria ha coniato espressioni differenti per delineare una tendenza poetica caratterizzata dall'affrontare temi aderenti alla realtà e al quotidiano in chiave generalmente parodica: si parla di poesia borghese, poesia comico-realistica, poesia realistico giocosa. L'etichetta che indubbiamente risulta più esaustiva è "poesia comico-realistica" in quanto il binomio dà indicazioni sullo stile (comico, che i manuali di retorica contrapponevano a quello tragico. Lo stile comico consente l'uso del linguaggio triviale ed è adatto a trattare argomenti legati alla quotidianità e materialità) e sul contenuto (realistico).
Essa si diffonde in Umbria e in Toscana ed ebbe il suo centro a Siena. Tra i poeti maggiori si ricordano Rustico di Filippo, che ha lasciato 58 sonetti nei quali si avverte la lezione siculo-guittoniana ma anche originali temi legati al genere comico, Meo de' Tolomei autore di alcuni sonetti a carattere caricaturale e il giullare aretino Cenne della Chitarra che scrisse canzoni ispirate alla vita rustica. Ma i due poeti più significativi della poesia comico-realistica furono Cecco Angiolieri, Folgóre da San Gimignano.
È questa una corrente che si riallaccia ad una tradizione di derivazione mediolatina, quella della poesia goliardica che si era diffusa nel XII secolo in Francia, in Germania e in Italia, ma anche al fabliau.
Essa si ispira a temi realistici (l'amore come vibrazione di sensi, la donna come creatura terrena) e a motivi anticortesi (l'esaltazione del denaro, del gioco, della taverna e del piacere). L'effetto parodico è appunto ottenuto dalla celebrazione dei valori opposti a quelli stilnovisti e cortesi. La donna non è figura angelica, spirituale; l'amore non è esperienza platonica, decarnalizzata ma l'amore è celebrato in quanto valore terreno, da consumarsi.
Anche il linguaggio è quello quotidiano con la ricerca della parola efficace e colorita assoggettato all'utilizzo del rinfaccio e del vituperium, con un frequente uso al discorso diretto e all'uso di un gergo che si può definire "furfantesco".

## La letteratura in prosa

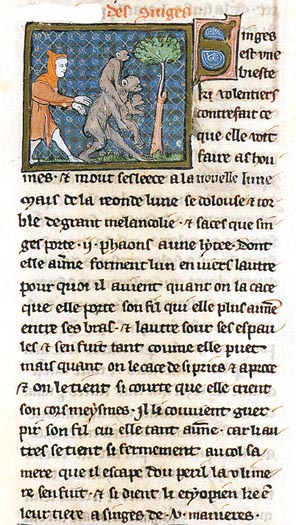
Il Tesoro, libro I

Il peso della prosa latina e francese (considerate lingue più adatte alla composizione letteraria) è ancora molto forte in questo periodo per cui la prosa in volgare, rispetto alla poesia, subì un certo ritardo.
Il primo a fornire i nuovi modelli per il volgare fu il grammatico bolognese Guido Faba che comprese l'importanza che la lingua volgare stava acquisendo nella vita quotidiana e in quella politica.
Nel corso del Trecento si forma una raccolta di novelle scritte in volgare fiorentino, di autore anonimo, intitolato il Novellino con finalità morali e pedagogiche.
Tra gli altri prosatori in volgare di questo periodo si ricordano Salimbene de Adam, un frate francescano di Parma, che scrisse numerose cronache in un latino colto e nello stesso tempo popolare che accoglieva anche numerose forme di lingua lombarda e di lingua emiliana; Jacopo da Varazze, frate domenicano diventato nel 1292 vescovo di Genova che scrisse in latino una raccolta che venne presto diffusa in versione volgarizzata; Brunetto Latini, senza dubbio la figura principale tra i prosatori duecenteschi che scrisse in lingua d'oil il Tesoro (Li livres dou Trésor), un testo enciclopedico che tradotto in seguito in volgare ebbe due versioni e che Dante considerò una fonte preziosa per la sua Commedia citandolo come maestro ideale nel XV canto dell'Inferno, e il Tesoretto ricalcando il modello del Roman de la rose; Bono Giamboni compilò un'opera a carattere allegorica-didascalica, Il libro de' vizi e delle virtudi creando la prima opera dottrinale autonoma.

### Le prose dottrinali e morali
Cospicui sono gli scritti che vengono composti in volgare e in francese di carattere dottrinale e morale come il "Libro della composizione del mondo" di Restoro d'Arezzo, una specie di moderno trattato di geografia e di astronomia, il "Liber de regimine rectoris" di fra' Paolino Minorita scritto in volgare veneziano seguendo il modello latino e francese che riporta suggerimenti di carattere morale per coloro che governano, il "Trésor" di Brunetto Latini scritto in francese e dello stesso autore il poema allegorico-didattico rimasto incompiuto intitolato "Il Tesoretto".
Molte prose del Duecento sono in prevalenza tradotte dal francese e hanno carattere morale come i "Dodici canti morali", i "Disticha Catonis" e i trattati di Albertano da Brescia tradotti in volgare da Andrea da Grosseto nel 1268 e dal pistoiese Soffredi del Grazia nel 1278. Il volgarizzamento di Andrea da Grosseto lo si può definire la prima opera in prosa in lingua italiana, poiché l'intento del grossetano era di utilizzare una lingua nazionale, unificatrice, comprensibile in tutta la Penisola, una lingua che lui definisce per l'appunto italica.
Altri esempi si trovano nel florilegio il "Fiore di virtù" che per tradizione si attribuisce ad un "frate Tommaso" di Bologna, e nell'"Introduzione alla virtù" di Bono Giamboni.

### Le prose retoriche
Di maggiore valore letterario sono alcune opere di carattere retorico che vedono un innalzamento dell'espressione letteraria e un certo sforzo artistico nel raffinare le forme dialettali come nella "Rettorica" di Brunetto Latini, nel "Fiore di rettoricas" erroneamente attribuito a Guidotto da Bologna ma opera di Bono Giamboni e soprattutto le trentasei "Lettere" di Fra Guittone d'Arezzo, di carattere morale giudicate "notevoli perché Guittone mira in esse a fondare una prosa letteraria, basandosi sulla retorica medievale e applicando alla prosa volgare il cursus dello stile romano e i modi dello stile isidoriano".

### La novellistica
Fanno parte della novellistica e hanno uno stile linguistico di una certa originalità il Libro de' sette savi e il Novellino.Il "Libro de' sette savi" è la traduzione volgarizzata dal francese di una raccolta composta da quindici novelle nata in India e in seguito tradotta e rielaborata in latino e in altre lingue orientali ed europee, mentre il Novellino o "Le cento novelle antiche" è una silloge di cento brevi novelle che contengono racconti biblici, leggende cavalleresche o di carattere mitologico scritte da un autore ignoto verso la fine del secolo.

### La storiografia

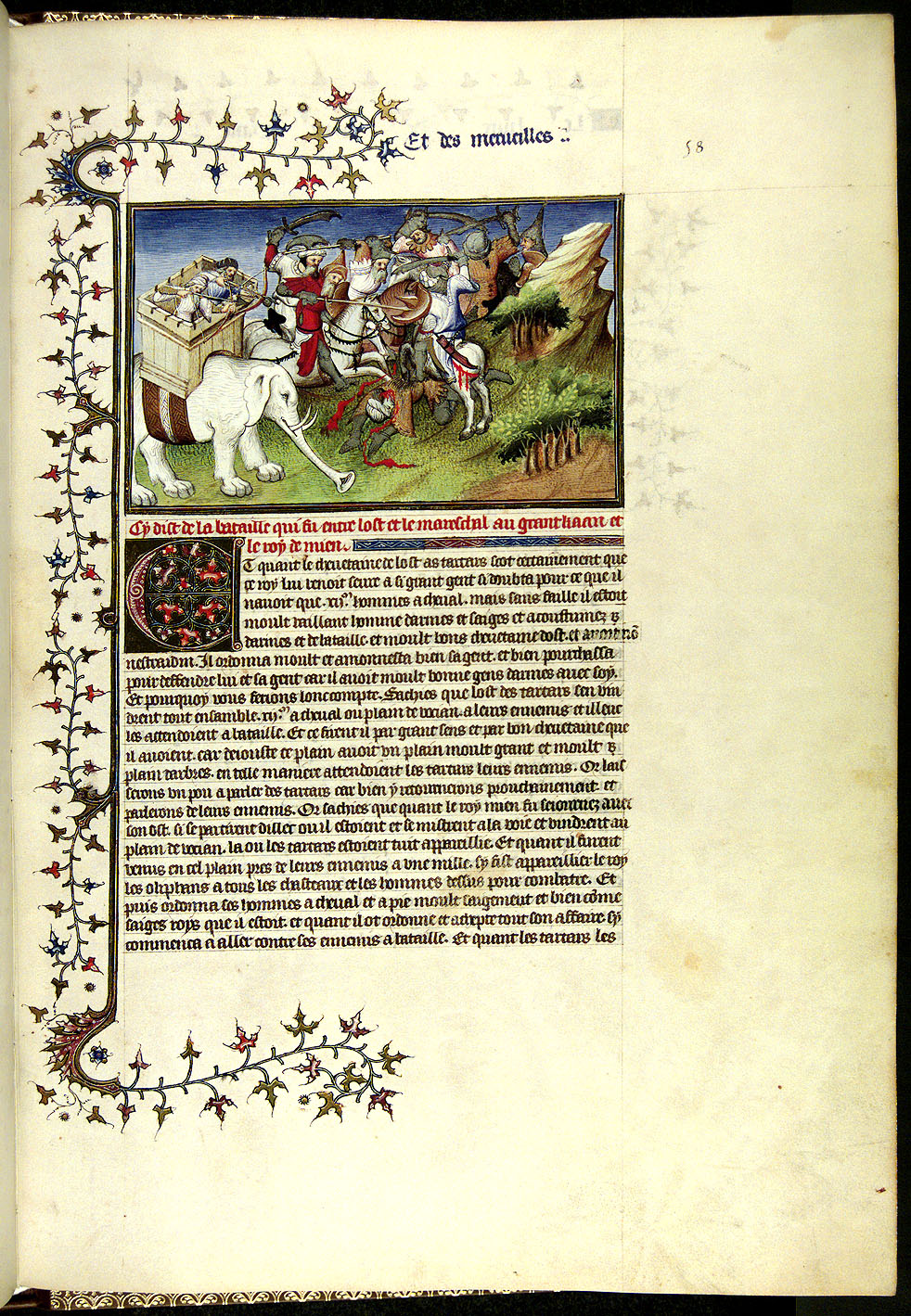
Una pagina di un manoscritto del Milione.

Anche nelle opere a carattere storiografico gli scrittori di questo periodo utilizzano la lingua francese insieme al volgare e seguono un modello tradizionale che era quello della narrazione di una città dalle origini, di solito leggendarie e a volte fantastiche che però possiedono vicende di un certo interesse storiografico. Ne è un esempio la "Cronique des Veniciens" di Martino Canal redatta in francese che va dalle origini della città al 1275, la "Cronichetta pisana" scritta in volgare e la cronaca fiorentina di Ricordano Malispini che narra le origini leggendarie di Firenze e arriva fino all'anno 1281.Tra le opere storiche si è soliti tenere in considerazione Il Milione di Marco Polo che narra i racconti di viaggio fatti in Estremo Oriente dal 1271 al 1295 e da lui dettati in francese a Rustichello da Pisa nel 1298 mentre ambedue erano prigionieri nel carcere di Genova.